# Concepción kommun, Argentina
Departamento de Concepción är en kommun i Argentina.   Den ligger i provinsen Corrientes, i den nordöstra delen av landet, 700 km norr om huvudstaden Buenos Aires. Antalet invånare är 18 411. Arean är 5,0 kvadratkilometer.
Terrängen i Departamento de Concepción är mycket platt.
Trakten runt Departamento de Concepción består i huvudsak av gräsmarker. Runt Departamento de Concepción är det mycket glesbefolkat, med 4 invånare per kvadratkilometer.